# Lettre apostolique
Une lettre apostolique est une forme d'exhortation apostolique rédigée en s'adressant à un destinataire particulier et non à l'ensemble des évêques (comme le fait une exhortation apostolique ou une encyclique). Le pape publie ainsi une lettre ouverte d'intérêt général pour l'Église.

## Exemples de lettres apostoliques connues
- 1856 : Singulari Quidem (Pie IX)
- 1865 : Multiplices inter (Pie IX)
- 1919 : Maximum illud (Benoit XV)
- 1971 : Octogesima adveniens (Paul VI)
- 1980 : Dominicae Cenae (Jean-Paul II)
- 1984 : Salvifici Doloris (Jean-Paul II)
- 1988 : Mulieris Dignitatem (Jean-Paul II)
- 1994 : Tertio millennio adveniente (Jean-Paul II), à l'approche du troisième millénaire de l'ère nouvelle
- 1994 : Ordinatio Sacerdotalis (Jean-Paul II)
- 2001 : Novo Millennio Ineunte (Jean-Paul II)
- 2002 : Rosarium Virginis Mariae (Jean-Paul II)
- 2003 : Spiritus et Sponsa (Jean-Paul II)
- 2004 : Mane Nobiscum Domine (Jean-Paul II)
- 2016 : Misericordia et misera (François)
- 2019 : Aperuit illis (François), par laquelle est institué le dimanche de la Parole de Dieu